# Kerris
Kerris – wieś w Anglii, w Kornwalii. Leży 5 km na południowy zachód od miasta Penzance i 415 km na zachód od Londynu.